# 신동우 (배우)
신동우(申東佑, 1998년 11월 25일~)는 대한민국의 배우이자 모델이고 방송인이다.
2006년 1월에 광고 모델로 첫 데뷔를 했고, 같은해 2월에 독립 단편 영화 《골목길》의 단역(정예준 역)을 통해 영화 배우로 데뷔하였으며, 이어 또다시 같은해 3월에 KBS 1TV 드라마 《강이 되어 만나리》에 단역(동자승 은섭 역)으로 첫 출연하였다. 그리고 2017년, 그의 군입대 직전에 출연한 작품은 TvN TV 시리즈 《부암동 복수자들》이었다. 그 후 2018년 11월 26일에 충남 논산 소재 육군훈련소 조교로 병 입대해 18개월의 육군 군대 복무를 마치고, 2020년 7월 6일에 병장으로 만기전역하였다.

## 학력
- 대전용전초등학교(졸업)
- 대전송촌중학교(졸업)
- 대전송촌고등학교(전퇴) → 한림연예예술고등학교 연예학과(졸업)

## 출연작

### 영화
- 2006년 《골목길》 - 정예준 역(단역)
- 2008년 《순정만화》 - 김윤재(아빠 찾는 꼬마) 역
- 2017년 《중2라도 괜찮아》 - 류형준(다크써클) 역

### TV 드라마
- 2006년 KBS1 TV소설 《강이 되어 만나리》 - 동자승 은섭 역
- 2006년 KBS2 드라마시티 《10분간 당신의 사소한》 - 어린 김수완 역
- 2006년 KBS2 드라마시티 《랑에 빠진 코끼리》 - 한은재 역
- 2006년 KBS2 수목드라마 《위대한 유산》 - 진경호 역
- 2006년 SBS 드라마 스페셜 《돌아와요 순애씨》 - 윤찬 역
- 2007년 SBS 드라마 스페셜 《완벽한 이웃을 만나는 법》 - 양고니 역
- 2007년 SBS 뮤직드라마 《사랑한다면 이들처럼》
- 2008년 SBS 드라마 스페셜 《온에어》 - 김준희 역
- 2008년 SBS 드라마 스페셜 《일지매》 - 개똥이 역
- 2008년 MBC 창사 47주년 특별기획 드라마 《에덴의 동쪽》 - 5세 이동철 역 (김범, 송승헌 아역)
- 2008년 SBS 주말극장 《유리의 성》 - 손강민 역
- 2009년 SBS 특집 드라마 《천국의 아이들》 - 오정호 역
- 2010년 KBS2 수목드라마 《제빵왕 김탁구》 - 어린 구마준 / 한태조 역 (주원 아역)
- 2010년 SBS 드라마 스페셜 《내 여자친구는 구미호》 - 도깨비 역 (특별출연)
- 2010년 MBC 주말 특별기획 드라마 《욕망의 불꽃》 - 어린 김(송)민재 역 (유승호 아역)
- 2010년 KBS1 대하드라마 《근초고왕》 - 침미소 역
- 2011년 tvN 금요드라마 《원스 어폰 어 타임 인 생초리》 - 어린 이만수 역 (강남길 아역)
- 2011년 SBS 월화드라마 《무사 백동수》 - 어린 양초립 역 (최재환 아역)
- 2014년 KBS2 드라마 스페셜 《예쁘다 오만복》 : 오대복 역
- 2014년 SBS 특집드라마 《강구 이야기》 : 이강구 역
- 2014년 tvN 금요드라마 《꽃할배 수사대》 : 중학생 이준혁 역
- 2017년 tvN 수목드라마 《부암동 복수자들》 : 황정욱 역

## 연기 외 활동

### 방송
- 2006년 EBS 뿡뿡이랑 냠냠 : MC 달콤이 역
- 2009년 KBS2 1 대 100 : 88회 <방학특집, 초등학생을 이겨라!>
- 2011년 투니버스 막이래쇼 시즌1
- 2011년 투니버스 막이래쇼 시즌2
- 2012년 투니버스 막이래쇼 시즌3
- 2012년 OGN 켠김에 왕까지 : 146회
- 2012년 MBC 최강 연승 퀴즈쇼 Q: 9회
- 2013년 투니버스 막이래쇼 시즌4
- 2013년 투니버스 막이래쇼 시즌5
- 2013년 EBS 리얼체험 땀 : 11월 26일 '온기를 팔다, 사회적 기업가'
- 2014년 JTBC 유자식 상팔자 - 썸 타는 교실》
- 2014년 9월 1일 ~ 2017년 9월 1일 EBS 생방송 보니하니 : MC 보니 역
- 2016년 JTBC 아는 형님 : 1월 30일 게스트
- 2016년 MBC 톡하는대로 : 2월 7일
- 2016년 3월 3일 ~ 12월 23일 네이버 tvcast 현이와 대니의 뉴스룸
- 2016년 3월 7일 ~ 4월 11일 KBS2 위기탈출 넘버원 : MC
- 2016년 KBS1 우리말 겨루기 - 봄 기획 특집 : 참가자
- 2016년 KBS2 해피투게더 시즌3 : 3월 24일 '그렇고 그런사이' 특집
- 2016년 EBS1 다큐프라임 - X10 : 내레이션
- 2016년 JTBC 반달친구 : 5월 21일 (5화), 5월 28일 (6화) 게스트
- 2016년 MBC 황금어장 라디오스타 : 6월 15일 '나이? 그것이 뭣이 중헌디?!' 특집
- 2016년 채널A 아빠본색 : 10월 5일 (14회), 10월 12일 (15회) 게스트
- 2016년 KBS2 트릭 & 트루 : 12월 28일 (10화) 게스트

### 라디오
- 2016년 호란의 파워FM (SBS 파워FM, 2월 7일)
- 2016년 정오의 희망곡 김신영입니다 (MBC FM4U, 3월 1일)
- 2016년 굿모닝FM 노홍철입니다 (MBC FM4U, 5월 5일)
- 2016년 이현우의 음악앨범 (KBS Cool FM, 5월 5일)
- 2016년 5월 7일 ~ 2017년 6월 10일 이국주의 영스트리트 (SBS 파워FM, 고정 게스트)

### 뮤직 비디오
- 2007년 씨야 사랑의 인사
- 2014년 송하예 처음이야

### 광고
- 2006년 《어린이동산》 10월호 표지 모델
- 2007년 조아제약 《비타짱구》 TV CF[3]
- 2007년 동서식품 《포스트 콘푸라이트》 TV CF[4]
- 2008년 한국청소년연맹 지면 광고
- 2008년 행텐 《행텐 키즈》 화보 모델[5]
- 2007년 한국가스안전공사 《가스안전캠페인》 TV CF[6]
- 2008년 휘닉스리조트 《블루캐니언 휘닉스파크》 지면 광고[7]
- 2011년 KT 《olleh 와이파이콜》 TV CF[8]
- 2014년 팔도 비락식혜 TV CF[9] : 남학생 역
- 2016년 휠라 버뮤다
- 2016년 LG유플러스 데이터 안심이동 서비스, U+ 보니하니의 키즈워치
- 2016년 (주)오리온 오!감자
- 2016년 넥슨 메이플스토리M

## 홍보대사
- 2016년 교실에서 찾은 희망 홍보대사
- 2016년 대법원 법원전시관 홍보대사
- 2016년 예천세계곤충엑스포 홍보대사

## 수상 경력
| 연도 | 시상식                          | 부문                          | 작품                    | 결과 |
| ---- | ------------------------------- | ----------------------------- | ----------------------- | ---- |
| 2007 | SBS 연기대상                    | 아역상                        | 완벽한 이웃을 만나는 법 | 후보 |
| 2008 | MBC 연기대상                    | 특별상 아역상                 | 에덴의 동쪽             | 수상 |
| 2010 | KBS 연기대상                    | 청소년 연기상 남자부문        | 제빵왕 김탁구           | 후보 |
| 2010 | 대한민국 어린이·청소년 연기대상 | 방송드라마부문 남자대상       | 제빵왕 김탁구           | 수상 |
| 2019 | 보니하니 4000회 특집            | 시청자가 뽑은 꿀케미상 (남자) | 빈칸                    | 수상 |